# Валленгрен, Ханс
Ханс Даниэль Йохан Валленгрен (8 июня 1823 — 25 октября 1894) — шведский пастор и энтомолог (в том числе лепидоптеролог).

## Биография
Родился в Лунде в семье священника. Изучал теологию в Лундском университете с 1842 года. В 1864 году был назначен викарием на приход Фархулт и занимал эту должность до конца жизни. Женился на Марии Магдалене Сьёстрём в 1860. Стал отцом зоолога Ханса Валленгрена (1864—1938).

## Научная деятельность
Трудился как на ниве зоологии, так и энтомологии. Публиковал труды о птицах, пауках и бабочках. Проводил исследования на Готланде и в Германии, в том числе в горах последней и в Берлине.
Первая публикация по энтомологии, написанная в 1950 году, была посвящена бабочкам провинции Сконе. Обработал коллекции собранные Йоханом Августом Уолбергом с 1838 по 1845 годы в Южной Африке. Позже определял бабочек, собранных во время кругосветного плавания Шведского фрегата Юджина, организованного в 1851—1853 годах. Всего Валленгрен описал 427 новых видов бабочек и 130 новых родов.